# Jermaine Pennant
Jermaine Lloyd Pennant (Nottingham, 15 januari 1983) is een Engelse voetballer die bij voorkeur als rechtshalf speelt. Hij tekende in januari 2017 een contract bij Bury FC. Pennant is van Jamaicaanse afkomst, maar heeft aangegeven alleen voor Engeland uit te willen komen. Hij speelde internationaal voor Engeland -21.

## Clubcarrière

### Arsenal
Pennant verruilde op vijftienjarige leeftijd Notts County voor Arsenal, dat £2 miljoen voor hem betaalde, een record voor een tiener in die tijd. Hij kwam er laat op trainingen en had disciplinaire problemen. Ook werd hij naar huis gestuurd door Jong Engeland-coach Howard Wilkinson. Hij zou een avondklok hebben gemist voor een belangrijke wedstrijd tegen Turkije. Ook kreeg hij een rode kaart voor het geven van een stoot aan Niko Kranjčar tegen Jong Kroatië. Ondanks zijn gedrag speelde hij 24 interlands voor Engeland -21 en werd hij een van de vijf meest opgeroepen Engelsen.
Pennants maakte op 30 november 1999 zijn debuut in het eerste van Arsenal toen hij 16 jaar en 319 dagen oud was, in de League Cup tegen Middlesbrough. Hiermee was hij Arsenals jongste debutant. Pennants record werd later verbroken door Cesc Fàbregas. Hij speelde meer League Cupwedstrijden dat seizoen, maar moest twee en een half jaar wachten op zijn debuut in de Premier League. Hij werd daarin op 24 augustus 2002 ingezet als wisselspeler tegen West Ham United.
Pennant maakte op 7 mei 2003 tijdens zijn eerste wedstrijd in de basis een hattrick tegen Southampton. Arsenal manager Arsène Wenger verloor uiteindelijk zijn geduld met Pennant, onder meer omdat hij vaak te laat op trainingen kwam. Pennant werd uitgeleend aan Watford (tweemaal), Leeds United en Birmingham City.

### Birmingham City, Liverpool
Nadat Pennant in maart 2005 werd veroordeeld, mocht hij vertrekken van Arsène Wenger. Hij tekende daarop bij Birmingham City. In 2005/2006 degradeerde hij hiermee naar de Championship.
Pennant tekende op 26 juli 2006 voor vier jaar bij Liverpool, dat £6.700.000,- voor hem betaalde met eventuele bonussen tot maximaal £8.000.000,-. Arsenal ontving 25% van de transferprijs. In 2009 speelde hij op huurbasis voor Portsmouth FC.

### Real Zaragoza, Stoke City
Pennant werd op donderdag 9 juli 2009 de eerste nieuwe aankoop van het dan zojuist weer naar de Primera División gepromoveerde Real Zaragoza. Hij kwam transfervrij over en tekende een driejarig contract. In 2010 werd hij verhuurd aan Stoke City dat hem daarna overnam.
Pennant stond op 14 mei 2011 met Stoke City FC in de finale van de strijd om de FA Cup. Daarin verloor de ploeg van trainer-coach Tony Pulis met 1-0 van Manchester City door een treffer in de 74ste minuut van Yaya Touré. In het seizoen 2012/13 speelde hij op huurbasis voor Wolverhampton Wanderers.

### Latere carrière
Eind 2014 speelde Pennant in de Indian Super League voor FC Pune City. In 2015 speelde hij kort voor Wigan Athletic FC en in januari 2016 tekende hij een contract bij Tampines Rovers in Singapore. In januari 2017 ging hij voor Bury FC spelen.

## Trivia
- Pennant speelde in 2005 een wedstrijd terwijl hij voorwaardelijk vrij was. Hij was in dronken toestand betrokken geraakt bij een auto-ongeval en moest zodoende verplicht een enkelband dragen.

## Voetnoten
1. ↑  "Pennant completes Liverpool move", BBC news, 26-07-2006. Gearchiveerd op 25 juli 2006. Geraadpleegd op 13 augustus 2006.